# 실비명
《실비명》은 1984년 1월 21일에 방영된 TV문학관이다.

## 줄거리
일제시기 평양에서 인력거를 모는 홀아비 덕구(김진태)는 딸 도화(권기선)를 여학교에 보내며 언젠가는 도화가 의사가 되어 자신이 끄는 인력거를 타고 평양시내를 누빌 날이 올 거라는 꿈에 피곤함도 잊고 즐겁게 살아간다. 그러나 도화는 아버지의 꿈과는 달리 연극과 무용에 매력을 느끼며 어쩌면 기생이 될지도 모른다는 예감 속에 산다. 도화는 아버지 몰래 무용단에 입단하고 남학생과 어울려 연극을 하다 일경에 의해 퇴학을 당하게 되는데...

## 출연
- 권기선
- 김진태
- 이형준
- 이미경
- 김난영
- 연운경
- 최창호
- 이원종
- 서영진
- 정인숙
- 윤성국
- 김혜경
- 김재만
- 길춘영
- 조정국
- 남영미
- 김순덕
- 최정실
- 안꼭지